# 1596 Іціґсон
1596 Іціґсон (1596 Itzigsohn) — астероїд головного поясу, відкритий 8 березня 1951 року.
Тіссеранів параметр щодо Юпітера — 3,239.